# Leucochesias
Leucochesias là một chi bướm đêm thuộc họ Geometridae.